# لويس دوروس
لويس دوروس (بالفرنسية: Louis Dorus)‏ هو أستاذ جامعي فرنسي، ولد في 1 مارس 1812 في فالنسيان في فرنسا، وتوفي في 9 يونيو 1896 في إيتريتا في فرنسا.

## وصلات خارجية
- لويس دوروس على موقع ميوزك برينز (الإنجليزية)